# Карнеа
Карнеа је насеље у Италији у округу Ла Специја, региону Лигурија.
Према процени из 2011. у насељу је живело 252 становника. Насеље се налази на надморској висини од 205 м.